# Gobierno Castex
El gobierno de Jean Castex fue el cuadragésimo segundo gobierno de Francia bajo la Quinta República. Dirigido por el primer ministro Jean Castex, este es el tercer gobierno formado bajo la presidencia de Emmanuel Macron.

## Contexto
La cuestión de si Édouard Philippe permanecerá en el cargo después de la segunda vuelta de las elecciones municipales, el 28 de junio de 2020, se planteó durante la campaña. Luego de la victoria del Primer Ministro en El Havre, el portavoz del gobierno, Sibeth Ndiaye, anuncia que el presidente de la República debería decidir el asunto.
Édouard Philippe entregó la renuncia de su gobierno al Presidente de la República el 3 de julio de 2020. Luego se contactó con varias personalidades para sucederle, en particular Florence Parly (Ministra de las Fuerzas Armadas), Jean-Yves Le Drian (Ministro de Europa y Negocios extranjera) y Jean Castex (alcalde de Prades, concejal departamental de Pirineos Orientales). En última instancia, es este último quien toma la cabeza del gobierno.

## Composición del Gobierno

### Ministros del Gabinete
| Gobierno de Jean Castex (6 de julio de 2020 - 16 de mayo de 2022)     |                                      |                                                            |                        |
| Partido político                                                      |                                      | La República en Marcha                                     | La República en Marcha |
| Partido político                                                      | Movimiento Demócrata                 |                                                            |                        |
| Partido político                                                      | Movimiento radical, social y liberal |                                                            |                        |
| Partido político                                                      | Partido ecologista                   |                                                            |                        |
| Partido político                                                      | Territorios de progreso              |                                                            |                        |
| Partido político                                                      | Independiente                        |                                                            |                        |
| Cargo                                                                 | Titular                              | Titular                                                    | Titular                |
| Primer ministro                                                       |                                      | Jean Castex 6 de julio de 2020-16 de mayo de 2022          |                        |
| Ministro de Europa y de Asuntos Exteriores                            |                                      | Jean-Yves Le Drian 6 de julio de 2020-16 de mayo de 2022   |                        |
| Ministra de Transición Ecológica                                      |                                      | Barbara Pompili 6 de julio de 2020-16 de mayo de 2022      |                        |
| Ministro de Educación Nacional, Juventud y Deportes                   |                                      | Jean-Michel Blanquer 6 de julio de 2020-16 de mayo de 2022 |                        |
| Ministro de Economía, Hacienda y Recuperación                         |                                      | Bruno Le Maire 6 de julio de 2020-16 de mayo de 2022       |                        |
| Ministra de las Fuerzas Armadas                                       |                                      | Florence Parly 6 de julio de 2020-16 de mayo de 2022       |                        |
| Ministro del Interior                                                 |                                      | Gérald Darmanin 6 de julio de 2020-16 de mayo de 2022      |                        |
| Ministra de Trabajo, Empleo e Integración                             |                                      | Élisabeth Borne 6 de julio de 2020-16 de mayo de 2022      |                        |
| Ministro de Ultramar                                                  |                                      | Sébastien Lecornu 6 de julio de 2020-16 de mayo de 2022    |                        |
| Ministra de Cohesión Territorial y Relaciones con Autoridades Locales |                                      | Jacqueline Gourault 6 de julio de 2020-16 de mayo de 2022  |                        |
| Guardian de los Sellos Ministro de Justicia                           |                                      | Éric Dupond-Moretti 6 de julio de 2020-16 de mayo de 2022  |                        |
| Ministra de Cultura                                                   |                                      | Roselyne Bachelot 6 de julio de 2020-16 de mayo de 2022    |                        |
| Ministro de las Solidaridades y de la Salud                           |                                      | Olivier Véran 6 de julio de 2020-16 de mayo de 2022        |                        |
| Ministra del Mar                                                      |                                      | Annick Girardin 6 de julio de 2020-16 de mayo de 2022      |                        |
| Ministra de la Enseñanza Superior, la Investigación y la Innovación   |                                      | Frédérique Vidal 6 de julio de 2020-16 de mayo de 2022     |                        |
| Ministro de Agricultura y Alimentación                                |                                      | Julien Denormandie 6 de julio de 2020-16 de mayo de 2022   |                        |
| Ministra de Transformación y Servicio Público                         |                                      | Amélie de Montchalin 6 de julio de 2020-16 de mayo de 2022 |                        |

### Ministros delegados
| Gobierno de Jean Castex (6 de julio de 2020 - presente)                                                 |                         |                                            |                        |
| Partido político                                                                                        |                         | La República en Marcha                     | La República en Marcha |
| Partido político                                                                                        | Movimiento Demócrata    |                                            |                        |
| Partido político                                                                                        | Territorios de progreso |                                            |                        |
| Partido político                                                                                        | Actuar                  |                                            |                        |
| Partido político                                                                                        | Independiente           |                                            |                        |
| Cargo                                                                                                   | Titular                 | Titular                                    | Titular                |
| Ministro de Relaciones con el Parlamento y Participación Ciudadana al Primer ministro                   |                         | Marc Fesneau 6 de julio de 2020-           |                        |
| Ministra de Igualdad entre Mujeres y Hombres, Diversidad e Igualdad de Oportunidades al Primer ministro |                         | Élisabeth Moreno 6 de julio de 2020-       |                        |
| Ministro de Comercio Exterior y Atractivo al Ministro de Europa y de Asuntos Exteriores                 |                         | Franck Riester 6 de julio de 2020-         |                        |
| Ministra de Vivienda al Ministra de Transición Ecológica                                                |                         | Emmanuelle Wargon 6 de julio de 2020-      |                        |
| Ministro de Transporte al Ministra de Transición Ecológica                                              |                         | Jean-Baptiste Djebbari 6 de julio de 2020- |                        |
| Ministra de Deportes al Ministro de Educación Nacional, Juventud y Deportes                             |                         | Roxana Maracineanu 6 de julio de 2020-     |                        |
| Ministro de Cuentas Públicas al Ministro de Economía, Hacienda y Recuperación                           |                         | Olivier Dussopt 6 de julio de 2020-        |                        |
| Ministra de Industria al Ministro de Economía, Hacienda y Recuperación                                  |                         | Agnès Pannier-Runacher 6 de julio de 2020- |                        |
| Ministro de Pequeñas y Medianas Empresas al Ministro de Economía, Hacienda y Recuperación               |                         | Alain Griset 6 de julio de 2020-           |                        |
| Ministra de Memoria y Asuntos de Veteranos al Ministra de las Fuerzas Armadas                           |                         | Geneviève Darrieussecq 6 de julio de 2020- |                        |
| Ministra de Ciudadanía al Ministro del Interior                                                         |                         | Marlène Schiappa 6 de julio de 2020-       |                        |
| Ministra de Integración al Ministra de Trabajo, Empleo e Integración                                    |                         | Brigitte Klinkert 6 de julio de 2020-      |                        |
| Ministra de la Ciudad Ministra de Cohesión Territorial y Relaciones con Autoridades Locales             |                         | Nadia Hai 6 de julio de 2020-              |                        |
| Ministra de Autonomía al Ministro de las Solidaridades y de la Salud                                    |                         | Brigitte Bourguignon 6 de julio de 2020-   |                        |

### Secretarios de estado
| Gobierno de Jean Castex (6 de julio de 2020 - presente) |                                      |                                            |                        |
| Partido político |                                      | La República en Marcha                     | La República en Marcha |
| Partido político | Movimiento Demócrata                 |                                            |                        |
| Partido político | Movimiento radical, social y liberal |                                            |                        |
| Partido político | Independiente                        |                                            |                        |
| Cargo | Titular                              | Titular                                    | Titular                |
| Secretaria de Estado de Personas con Discapacidad al Primer ministro |                                      | Sophie Cluzel 26 de julio de 2020-         |                        |
| Secretario de Estado, Portavoz del gobierno al Primer ministro |                                      | Gabriel Attal 6 de julio de 2020-          |                        |
| Secretario de Estado de Turismo, Franceses residentes en el extranjero y La Francofonía al Ministro de Europa y de Asuntos Exteriores                                                             |                                      | Jean-Baptiste Lemoyne 26 de julio de 2020- |                        |
| Secretario de Estado de Asuntos Europeos al Ministro de Europa y de Asuntos Exteriores |                                      | Clément Beaune 26 de julio de 2020-        |                        |
| Secretaria de Estado de Biodiversidad al Ministra de Transición Ecológica |                                      | Bérangère Abba 26 de julio de 2020-        |                        |
| Secretaria de Estado de Educación Prioritaria al Ministro de Educación Nacional, Juventud y Deportes                                                                                              |                                      | Nathalie Elimas 26 de julio de 2020-       |                        |
| Secretaria de Estado de Juventud y Compromiso al Ministro de Educación Nacional, Juventud y Deportes                                                                                              |                                      | Sarah El Haïry 26 de julio de 2020-        |                        |
| Secretario de Estado de Transición Digital y Comunicaciones Electrónicas al Ministro de Economía, Hacienda y Recuperación & Ministra de Cohesión Territorial y Relaciones con Autoridades Locales |                                      | Cédric O 26 de julio de 2020-              |                        |
| Secretaria de Estado de Economía Social, Solidaria y Responsable al Ministro de Economía, Hacienda y Recuperación                                                                                 |                                      | Olivia Grégoire 26 de julio de 2020-       |                        |
| Secretario de Estado de Pensiones y Salud Ocupacional al Ministra de Trabajo, Empleo e Integración                                                                                                |                                      | Laurent Pietraszewski 26 de julio de 2020- |                        |
| Secretario de Estado de Ruralidad al Ministra de Cohesión Territorial y Relaciones con Autoridades Locales                                                                                        |                                      | Joël Giraud 26 de julio de 2020-           |                        |
| Secretario de Estado de Niños y Familias al Ministro de las Solidaridades y de la Salud |                                      | Adrien Taquet 26 de julio de 2020-         |                        |